# Lars Villemoes
Lars Villemoes (født 1953, død 22. november 2019 i Hvidovre) var en dansk journalist og musikkritiker, som bl.a. er kendt for at have været medvirkende til at afsløre Blekingegadebanden over for den danske offentlighed.

## Baggrund
Villemoes befandt sig som gymnasieelev på Det frie Gymnasium i årene 1970-74 i periferien af Kommunistisk Arbejdskreds (KAK), der organiserede tøjindsamlinger til Afrika. Han blev aldrig medlem af gruppen, men fik i tidens løb et solidt kendskab til, hvad der foregik, og han omgikkes de aktivister, der senere skulle blive centrale medlemmer af Blekingegadebanden, især Holger Jensen.

## Artiklerne om Blekingegadesagen
Da Blekingegadebanden i 1988 blev anholdt, fandt Dagbladet Informations chefredaktion (Lars Hedegaard og Peter Wivel), at Lars Villemoes – på daværende tidspunkt musikanmelder – var den rigtige til at grave videre i sagen. Den 13. maj 1989 blev hans første artikel trykt, "Fighterne og de nyttige idioter". Men Lars Villemoes' artikelserie udløste en voldsom kritik fra personer på venstrefløjen, der fortsatte i flere år efter.
Allerede i en kronik i Politiken 28. maj samme år angreb juraprofessor Ole Krarup, at pressen så indgående beskæftigede sig med de anklagede i Blekingegadesagen, før de var dømt, og herved gavnede politiets sag og undsagde de anklagede en retfærdig rettergang. "Grundelementerne i reportager, kommentarer og ledende artikler er de samme som i formiddagspressen. Mest ondsindet, i den mest selvhøjtidelige og ’seriøse’ del af pressen, journalistiketikkens selvbestaltede overdommer, dagbladet Information," skrev Krarup.
Den 7. juni 1989 skrev professorerne Flemming Balvig og Jørn Vestergaard fra Kriminalistisk Institut under Københavns Universitet sammen med politikeren Preben Wilhjelm således en kontroversiel kronik i Information under titlen "Jo, Informations reportage var den mest ondsindede", hvori de angreb Villemoes' afsløringer om Blekingegadebanden. De beskyldte dengang Villemoes' artikler for at være "fiktion" og "kreativ journalistik" og juridisk uholdbare. Juristerne mente, at Information i stedet burde tage Politiets Efterretningstjeneste under kritisk behandling. De opfordrede avisen til at undersøge, om PET havde plantet provokatører i banden, og om PET samarbejdede med Israels efterretningstjeneste Mossad. Flere eksperter har siden udtalt, at kronikken snarere var et politisk partsindlæg end en faglig vurdering.
Villemoes har senere selv beskrevet forløbet således: "Vi blev dømt af landets tungeste jurister, som lagde både navn og institut til kronikken. Derefter blev holdningen, at nu var vi gået for langt i artiklerne. Men man kan se på deres ordvalg, at det var et politisk indlæg forklædt som jura. De ville ikke have, at vi afslørede en gruppe på venstrefløjen".
Kronikken, "Informations linje i røverisagen er afladsjournalistik", bragt i Information 19. juni 1989 og skrevet af fire redaktører fra forlaget Politisk Revy, Nils Bredsdorff, Niels Frølich, Poul Petersen og Morten Thing, var også en kritik af Villemoes' afsløringer. Bl.a. mente de fire kronikører, at Villemoes begik en fejltagelse ved at kæde Blekingegadebanden sammen med venstrefløjen. De skrev, at "Villemoes' artikel gør vold mod alle de krav, man kan stille til hæderlig journalistik." Og senere i artiklen: "Villemoes og Hedegaard er ude i et langt større ærinde, end de aner [...] Et forsøg på at glemme vores fælles ophav i kampen mod USA-imperialismen, stalinismen, det kapitalistiske lønarbejde og kapitalismens diktatur." 15. juli samme år skrev Gert Petersen fra SF en kronik, som gentog omtrent samme budskab: Villemoes tog fejl i sin sammenkædning af banden og det venstreorienterede miljø.
Samme år blev der smidt anonyme løbesedler rettet mod Information: "Gemene stikkere og leverandører over for politiet!!! Boykot dem og køb en anden avis. Folk fra venstrefløjen."
Kampagnen imod Villemoes' journalistik fortsatte året efter, hvor Det Fri Aktuelt indledte en serie kritiske artikler om Villemoes' journalistiske integritet. Lars Villemoes havde underskrevet en rapport hos politiet, hvilket ifølge Det Fri Aktuelts redaktionschef, Rolf Geckler, diskvalificerede ham til at skrive om sagen, fordi han spillede en dobbeltrolle. Samtidig skrev journalisten Peter Kramer adskillige artikler rettet mod Villemoes' journalistiske hæderlighed, selvom han befandt sig i en dobbeltrolle. Kramer, nuværende chef for TV2 ØST, var nemlig selv tidligere dømt som medlem af den venstreekstreme såkaldte Trotylbande.
I Dansk Journalistforbund var holdningen til Villemoes' arbejde også negativ, og hans skriverier blev fremhævet som eksempler på dårligt journalistisk håndværk. På forsiden af fagbladet Journalisten 27. september 1989 var overskriften "Bærer han retssikkerheden i graven?", rettet mod Villemoes, som sammen med kollegaen Jacob Andersen blev genstand for en høring arrangeret af Dansk Journalistforbund og Retspolitisk Forening.

## Jobskifte og artikler om de autonome
Ved årsskiftet 1989/90 var Lars Hedegaard og Peter Wivel gået af som chefredaktører og var blevet erstattet af Lasse Ellegaard. I september 1990 startede retssagen mod Blekingegadebanden ved Østre Landsret. Ellegaard fandt, at det var bedst, at Villemoes ikke dækkede sagen alene. På grund af dette, og formentlig på grund af kritik fra journalistkollegaen Niels Rohleder, forlod Villemoes Information og blev af Tøger Seidenfaden ansat på Weekendavisen, hvor han kunne fortsætte med at dække retssagen. Rohleder skrev senere en ungdoms- og nøgleroman, Andrea elsker mig (Gyldendal 1995), hvor en chefredaktør, som har mange fællestræk med Lars Hedegaard, skildres som usympatisk.
I sine bøger om Blekingegadebanden anerkender Peter Øvig Knudsen Villemoes for hans banebrydende journalistiske arbejde.
På Weekendavisen fortsatte Lars Villemoes sit fokus på politisk motiveret kriminalitet. I sommeren 1993 skrev han en række artikler om det autonome miljø, Den Røde Bande og Antifascistisk Aktion efter Nørrebro-optøjerne 18. maj samme år (fx "Den autonome virus", 28. maj). Også denne artikelserie udløste repressalier. I maj 1994 blev Lars Villemoes på sin bopæl udsat for trusler fra en demonstration af autonome, og ejendommen, hvor han boede, blev udsat for hærværk.
Villemoes har også arbejdet for DR.
Han var far til journalisten Søren K. Villemoes.